# Cuộc vây hãm Toul
Cuộc vây hãm Toul là một hoạt động bao vây trong Chiến dịch chống Pháp của quân đội Phổ – Đức vào các năm 1870 – 1871,, tại Toul – một pháo đài nhỏ của nước Pháp. Sau nhiều tuần lễ kháng cự quyết liệt trước sự vây hãm của một lực lượng thuộc quân đội Phổ dưới quyền chỉ huy của Đại Công tước Friedrich Franz II xứ Mecklenburg-Schwerin, quân đội Pháp trú phòng tại Toul dưới quyền chỉ huy của Thiếu tá Huck – nguyên là người của Trung đoàn Súng hỏa mai số 7 của Đế chế Pháp – đã bị buộc phải đầu hàng trước đợt pháo kích khốc liệt từ phía người Đức. Với chiến thắng tại Toul, đội quân vây hãm của Phổ – Đức đã thu được về tay mình một số lượng tù binh lớn, cùng với nhiều chiến lợi phẩm khác như một cờ hiệu, hàng trăm ngựa chiến và nhiều khí giới của người Pháp. Ngoài ra, sự thất thủ của Toul vào tháng 9 cũng đồng nghĩa với việc lực lượng Phổ bao vây pháo đài này đã xóa sổ được một chướng ngại vật cản trở một trong hai tuyến đường sắt chính nối liền nước Đức với thủ đô Paris của Pháp – vốn đã bị các lực lượng Đức vây hãm kể từ ngày 18 tháng 9 năm 1870. Nhìn chung, pháo đài Toul trong trận bao vây chỉ chịu hư hại nhẹ trước lực lượng pháo binh Đức.
Pháo đài Toul nằm cách Paris 164 dặm Anh, tọa lạc ở tả ngạn sông Moselle. Mặc dù đây chỉ là một pháo đài hạng ba của Pháp,, Toul là một pháo đài vững chắc, và tầm quan trọng của nó đã cho các lực lượng của Đức thấy rằng việc đánh chiếm Toul là cần thiết. Ngay từ ngày 14 tháng 8 năm 1870, một toán kỵ binh Phổ đã yêu cầu quân trú phòng của Pháp ở Toul phải đầu hàng, nhưng lời đề nghị này bị khước từ. Không lâu sau đó, quân đội Phổ đã tiến hành phong tỏa Toul. Các chi đội nhỏ của họ liên tục quan sát Toul, và trong những ngày cuối của tháng 8, tất cả các lực lượng này đều là dân binh Landwehr. Trong thời gian này, pháo đài cũng một vài lần bị lực lượng pháo binh của Đức oanh kích, nhưng chỉ bằng các khẩu pháo dã chiến, và sau đó là bằng các khẩu đại bác của quân đồn trú Pháp tại Marsal đã được chuyển đến sau khi quân đội Đức hạ được Marsal. Các cuộc oanh kích này đều không thể mang lại hiệu quả lớn. Và rõ ràng, quân Pháp không hề có ý định từ bỏ Toul. Vào ngày 10 tháng 9, Đại Công tước Friedrich Franz II xứ Mecklenburg – người chỉ huy Quân đoàn XIII vốn đã tham gia phong tỏa Metz kể từ ngày 3 tháng 9 – đã được lệnh đánh chiếm Toul để làm chủ đoạn đường sắt tới Paris.
 Ông đã đến Toul vào ngày 12 tháng 9, trong tay ông có một bộ phận của pháo binh trong quân đoàn của ông, cùng với Sư đoàn Bộ binh số 17, Trung đoàn, Trung đoàn Long kỵ binh số 18 và Trung đoàn Thương kỵ binh số 11. Trong pháo đài Toul, Thiếu tá Huck chỉ huy khoảng 2.500 đồn binh Pháp. Qua việc trinh thám, người Đức thấy rằng họ có thể giành thắng lợi nếu tiến hành khai pháo. Song, họ cần phải chờ đợi quân nhu dành cho cuộc vây hãm vốn đang được vận chuyển từ Köln đến Magdeburg. Trong bối cảnh ấy, Mecklenburg đã thắt chặt tuyến phong tỏa hơn trước đồng thời dội pháo dã chiến vào pháo đài. Vào ngày 16 tháng 9, ref name="cuocchienbensongrhein"/> Mecklenburg đã trao quyền chỉ huy cuộc bao vây cho Trung tướng Von Schimmelman và trở về tổng hành dinh theo thượng lệnh của vua Phổ Wilhelm I.
Von Schimmelman lập tức bố trí 3 khẩu đội pháo rãnh xoắn 6 pao trên núi St. Michel (nằm về hướng bắc thị trấn) và trực tiếp chỉ đạo các khẩu đội này. Ông đã xuống lệnh không ngừng oanh kích vào Toul. Lực lượng pháo binh của pháo đài đã bắn trả ác liệt, nhưng không thành công. Trong buổi chiều ngày 18 tháng 9, Toul bị 7 khẩu đội pháo dã chiến của Đức oanh kích trong vòng 2 tiếng đồng hồ. Vào ngày 19 tháng 9, vị tướng Đức nhận lệnh thuyên chuyển Lữ đoàn Bộ binh số 33, Trung đoàn Thương kỵ binh và 3 khẩu đội pháo hạng nhẹ tới Châlons. Đến ngày hôm sau (20 tháng 9), những khẩu công thành pháo mà quân Đức chờ mong đã được đưa đến. Với sự tiếp viện từ các khẩu đội công thành pháo, vào ngày 21 tháng 9, vị trí dành cho các khẩu đội công thành pháo đã được chọn lọc. Trong khoảng thời gian sau đó, quá trình lắp đặt các khẩu đội công thành pháo của người Đức diễn biến với thuận lợi. Trong buổi sáng ngày 23 tháng 9, việc lắp đặt và trang bị cho các khẩu đội đã hoàn thành và Đại Công tước xứ Mecklenburg đã đến tham gia chỉ huy cuộc pháo kích. Đầu ngày hôm đó, một trận oanh kích tổng lực của pháo binh Đức nhằm vào các công trình của quân Pháp đã khởi đầu. Cuộc dội pháo kéo dài suốt cả ngày, và quân trú phòng Phá đánh trả nhưng không thành. Cho đến tối, 23 vị trí đã bị cháy rụi. Quân đồn trú Pháp không còn khả năng kháng cự, và trước áp lực của quần chúng, viên trấn thủ của pháo đài đã vẫy cờ trắng trên nhà thờ chính tòa của Toul. Điều đó chứng tỏ Huck đã chấp nhận đàm phán, và trong ngày hôm đó, việc chuyển giao thị trấn đã diễn ra theo các điều khoản hệt như sau trận Sedan. Trong buổi sáng ngày 24 tháng 9, Đại Công tước xứ Mecklenburg đã tiến vào thị trấn mà ông chinh phạt được. Đến thời điểm này, cuộc vây hãm Strasbourg vẫn còn cản đường tiến của 4 vạn quân Phổ, trước khi pháo đài Strasbourg thất thủ vào ngày 28 tháng 9 năm 1870.